# Богородица
Богородица, ређе Света Богомати и Света Девица Марија, изворно Марија или Мерјем (хебр. מרים [] — Мирјам, у значењу „горка” или „сјајна”, „изванредна”) била је Јеврејка из Назарета из првог века, Јосифова жена и Исусова мајка.
Она је важна фигура хришћанства, поштована под разним титулама као што су девица или краљица, а многе од њих се помињу у Литанији Лорета. Источне и оријенталне православне, католичке, англиканске, методистичке и лутеранске цркве верују да је Марија, као Исусова мајка, Богородица. Православна црква ју је историјски сматрала Христородицом, термином који се и даље користи у литургији Асирске цркве. Други протестантски ставови о Марији варирају, а неки је сматрају нижом у статусу. Она има највиши положај у исламу међу свим женама и помиње се више пута у Курану, а постоји и поглавље названо по њој. Такође је поштована у бахаи вери и друској вери. Назив Богородица је почео званично да се користи тек после Трећег васељенског сабора, чему су претходиле бројне расправе. Цариградски патријарх Несторије се противио увођењу новог назива „Богородица” (грч.  — Теотокос) за Марију, Исусову мајку и уместо тога је предлагао назив „Христородица” (грч.  — Христотокос), сматрајући да он укључује и Христово човештво. Ипак, назив „Богородица” је усвојен, а Несторије и његови истомишљеници су проглашени јеретицима.
Синоптичка јеванђеља називају Марију мајком Исусовом. Јеванђеља по Матеју и Луки описују Марију као девицу коју је Бог изабрао да зачне Исуса кроз Светог Духа. Након што је родила Исуса у Витлејему, она и њен муж Јосиф одгајили су га у граду Назарету у Галилеји, а била је у Јерусалиму приликом његовог распећа и са апостолима након његовог вазнесења. Иако њен каснији живот није описан у Библији, римокатоличка, православна и неке протестантске традиције верују да је њено тело уздигнуто на небо на крају њеног земаљског живота, што је у западном хришћанству познато као Успење Маријино, а у источном хришћанству као Успење Богородице.
Марија се поштује од раног хришћанства, и често се сматра најсветијом и највећом светицом. Постоји извесна разноликост у мариологији и побожним праксама главних хришћанских традиција. Католичка црква има посебне маријанске догме, наиме њено Безгрешно зачеће и њено телесно узнесење на небо. Многи протестанти имају мање узвишене ставове о Маријиној улози, често засноване на уоченом недостатку библијске подршке за многе традиционалне хришћанске догме које се односе на њу.
Вишеструки облици маријанске побожности укључују разне молитве и химне, прославу неколико маријанских празника у литургији, поштовање слика и реликвија, изградњу цркава посвећених њој и ходочашћа у маријанска светишта. Верници су током векова извештавали о многим Маријиним указањима и чудима која се приписују њеном заступништву. Она је била традиционална тема у уметности, посебно у византијској уметности, средњовековној уметности и ренесансној уметности.

## Живот

### Рођење
По хришћанском веровању, рођење Богородице, Деве Марије, није било уобичајено. Она је унапред проречена, најпре од Бога: јер ће "семе женино сатрти главу змије" (1 Мој 3,15), а онда и од старозаветних пророка, у многим пророчанствима. Рођена је од Богом изабраних родитеља, Јоакима и Ане (они у почетку брака нису имали деце, па су много туговали, јер се неплодност код Јудеја сматрала као срамота), који су се одликовали чистим, светим и праведним животом, и који су потекли из два, Богом издељена рода јеврејског народа: царског Давидовог и првосвештеничког Ароновог. Богородица је рођена у Назарету, у Галилеји (Лк 1,26-27), а њено име Марија, које је некад носила и Аронова сестра (2 Мој 15,20), било је сасвим уобичајено и бројно у време рођења Господа Исуса Христа.

### Детињство и живот у храму
Када је Богородица навршила шест месеци, мајка је поставила на земљу (да види може ли да стоји), а том приликом је Богородица направила седам корака. Одушевљена Ана је рекла: "Жив Господ Бог мој, ти нећеш ходити по земљи, док ја не принесем тебе у храм Господњи", а када је напунила три године, дошло је време да малу Марију принесу Богу на дар, као трогодишње чисто јагње. И дошао је дан свечаног уласка у Јерусалимски храм (Ваведење). Пред свечаним ходом ишле су младе чисте девојке, а за њима света кћер праведних родитеља. Код врата Јерусалимског храма, у сусрет мајци великог првосвештеника изашли су многи свештеници, на челу са првосвештеником Захаријем. Према Предању, овде се догодило чудо: "Око храма било је 15 степеница, на свакој од њих певали су један псалм свештеници и левити, узлазећи на служење. На први степеник од ових, поставили су родитељи младу Марију. Дева Господња сама, не подржавана и не олакшавана ничијом руком, узишла је по свим степеницима тако, као да је у пуном узрасту."
Када јој је било 7 година, родитељи су је одвели у храм где је живела у атмосфери богослужења, а време је проводила у молитви, ручном раду и читању Светог писма. Ту је остала до навршених 12 година, када је дошло време (по тадашњем обичају) да, као и све друге девојке, ступи у брак.

### Заруке са старцем Јосифом
Међутим, уважавајући њену жељу, заручили су је ради чувања девичанства са старцем Јосифом, који је био сиромашан тесар, али праведан и поштен, потомак краља Давида. Био је Богом означен да је чува и да буде хранитељ Господа Исуса Христа. Православно учење ο Богородици посебно наглашава чињеницу њеног девичанства. Грчки термин ἀειπάρθενος (приснодјева или увек дјева) јавља се први пут код Св. Игњатија Богоносца (†106), од кога ће бити преузет од стране целокупне патристичке традиције, да би се њиме означило зачеће Исуса Христа без човековог посредништва, већ силом Духа Светога.

### Безгрешно Зачеће
Са 15 година примила је благу вест од Арханђела Гаврила, да ће родити Сина Божијег.
Марија је походила рођаку Јелисавету, која је била трудна (Лк 1,39). При њиховом сусрету, Јелисавети је заиграло дете у утроби. Тако је то био и сусрет њихових синова - Исуса и Јована Крститеља. Јелисавета надахнута Духом Светим повикне: "Благословена си Ти међу женама и благословљен је плод утробе твоје!" (Лк 1,42). Хвалила је Марију јер је поверовала.
Марија је помагала Јелисавети, а након три месеца вратила се кући. Јосиф је тада приметио, да је Марија трудна. Нашао се у великој тескоби. Марија је ћутала и није објаснила шта се догодило. У то време, за неверу неки су били и каменовани. Јосиф је одлучио, да потајно напусти Марију и повуче се, јер није желио да Марију казне и осрамоте. Ноћ пре него што је планирао отићи, у сну му се указао анђео Господњи и рече: "Јосифе, сине Давидов, не бој се узети Марију жену своју; јер оно што се у њој зачело од Духа је Светога. Па ће родити сина, и надени му име Исус; јер ће он спасти народ свој од греха њихових.." (Мт 1,20)
Према јеврејском обичају, отац је имао чест да да детету име. Јосиф је прихватио Марију и вероватно су имали свадбену свечаност.

### Рођење Христово
Приближило се време Исусова рођења. Римски цар Октавијан Август заповедио је да се спроведе попис становништва. Свако је требало да оде у град својих предака. Марија и Јосиф били су из рода краља Давида, па је за њих попис био у Витлејему. У Старом завету је пророковано, да ће се Месија родити у Витлејему. Марија је осећала трудове па су тражили смештај и преноћиште, али су у граду сви смештаји били попуњени. Склонили су се у пећину крај града, где пастири склањају своје животиње од непогода. Ту је Марија родила Исуса, повила га и сместила у јасле (Лк 2,7). У близини су пастири чували стада, пришао им је анђео Господњи и рекао: "Не бојте се; јер вам, ево, јављам радост велику која ће бити свему народу. Јер вам се данас роди Спас, који је Христос Господ, у граду Давидову. И ово вам је знак: наћи ћете дете повијено где лежи у јаслама." (Лк 2,10-12). Пастири су посетили Исуса, Марију и Јосифа. Ускоро су се сместили на боље место, јер се нашао смештај.
Четрдесети дан после Исусова рођења, Марија и Јосиф приказали су Исуса у Храму у Јерусалиму, што је био старозаветни обичај. Принели су жртву "како је речено у Закону Господњем: двије грлице или два голубића (Лк 2,24)". У Храму је био праведан и побожан старац Симеон, коме је Свети Дух објавио да ће видети Помазаника Господњега пре смрти. Узео је Исуса у наручје, благословио Бога и препознао у Исусу обећанога Месију. Марији је рекао: "Овај је ево постављен на пропаст и уздигнуће многима у Израелу и за знак оспораван - а и теби ће самој мач пробости душу - да се разоткрију намисли многих срдаца! (Лк 2,35)" Тиме је наговестио Исусову муку и Маријине боли. Тамо је била и пророчица Ана, хвалила је Бога и свима причала о Исусу.
Три краља с истока дошла су да се поклоне Исусу. Витлејемска звезда репатица показивала им је пут. Примљени су код јеврејског краља Ирода, који им је рекао да му на повратку јаве где је Исус, да му се и он поклони. Ирод је заправо желео да погуби Исуса, јер се плашио да му не узме престо. Три краља су се поклонила Исусу уз којег су били Марија и Јосиф те су даровали тамјан (као Богу), злато (као краљу) и племениту маст, смирну (као човеку). Краљеви се нису вратили Ироду, јер им је анђео рекао Иродове планове. Краљ Ирод издао је наредбу, да се у Витлејему и околини убију сва деца до 2 године старости. Нису убили Исуса, јер је анђео Господњи јавио Јосифу: "Устани, узми дијете и матер његову, па бјежи у Египат, и буди онде док ти не кажем: јер ће Ирод тражити дијете да га погуби."(Мт 2,14). Пут у Египат био је дуг и тежак кроз пустињу. У Египту су били избеглице, тешко су живели. Када је умро Ирод, анђео је јавио Јосифу у Египту у сну: "Устани, узми дијете и матер његову и иди у земљу Израиљеву; јер су помрли они који су тражили душу детета.(Мт 2,10)".

### Током Христовог детињства
Вратили су се у Назарет, у Галилеју. Када је Исусу било 12 година, ишли су у Јерусалим у Храм. На повратку, Марија и Јосиф схватили су да Исус није у њиховој скупини. Мислили су да је с вршњацима. Тражили су га три дана и тада га нађу у Храму, где је учено разговарао с учитељима. Марија га је упитала: "Синко, зашто си нам то учинио? Гле, отац твој и ја жалосни смо те тражили." А он им рече: "Зашто сте ме тражили? Нисте ли знали да ми је бити у ономе што је Оца мојега? (Лк 2,48-49)". Вратили су се у Назарет, Исус им је надаље био послушан. Јосиф је био тесар, а Марија је обављала кућне послове. Пре него што је Исус започео своје јавно деловање, Јосиф је преминуо.

### Као Христова следбеница
Исус је прво чудо учинио на свадби у Кани Галилејској. Тамо је био с Маријом и ученицима. Када је понестало вина, Марија је рекла Исусу: "Вина немају (Јв 2,3)". Он јој је одговорио: "Жено, шта ја имам с тобом? Још није дошао мој час! (Јв 2,4)" Након тога, Марија је рекла послужитељима: "Шта год вам рекне, учините! (Јв 2,5)" И Исус је учинио прво јавно чудо- претворио је воду у вино. Ученици су поверовали, да је Он обећани Месија.
У Назарету Марија проводи временски период од око 30 година које описују Јеванђеља.
Марија је пратила Исуса на путу до распећа. Када је Исус био разапет на крст, стајала је испод крста са својом сестром Маријом Клеопином и с Маријом Магдаленом (Јв 19,25). Исус је угледао Марију уз коју је тада био и апостол Јован. Када их је видео рекао је Марији: "Жено! Ево ти сина!", а ученику: "Ево ти мајке! (Јв 19,26)" Тиме је апостол Јован постао Маријин посинак, а Марија симболички његова мајка, а у ширем значењу и Мајка свих верника.
У уметности је честа појава Пијете - Марија узима у руке мртво Исусово тело, што није забележено у Јеванђељима, али није искључено да се догодило.
После Христовог Вазнесења Св. Јован је одводи у кућу на Сиону коју је купио. Лечила је болесне и опседнуте злим духом, удељивала сиротињи и удовицама. По Вазнесењу Господњем, проживе још 24 године, када се и престави са 72 године. Када је положена у гроб, свима који су је посматрали, постала је невидљива.

### Наговештаји Старог завета
Пророк Исаија је Богородицу наговестио речима: "Гле, девојка ће затруднети и родити сина и наденуће му име Емануил, које ће рећи: с нама Бог." (Ис 7,14; Мт 1,23) Такође: "Јер нам се роди дете, син нам се даде којему је власт на рамену и име ће му бити: дивни, саветник, Бог силни, отац вечни, кнез мирни." (Ис 9,6) И даље: "Али ће изаћи шибљика из стабла Јесејева и изданак из корена његова изникнуће. И на њему ће почивати дух Господњи, дух мудрости и разума, дух савета и силе, дух знања и страха Господњег." (Ис 11,1-2)
Пророк Мојсије у (1 Мој 28,10-11) каже да ће се родити Син Божији који ће измирити Небо и земљу, Бога и људе. У истој књизи (28,12) Јаков је уснио лествицу која спаја небо и земљу, по којој се Анђели пењу горе и силазе доле.
Пророк Михеј (5,2) пореди је са Витлејемом који иако је најмањи међу тисућама Јудиним, "из њега ће изаћи онај који ће бити господар у Израиљу којему су изласци од почетка, од вечних времена." И још додаје: "Зато ће их оставити докле не роди она која ће родити." (5,3)
Пророк Давид је видео као Цркву (Пс 132,14) што је постало омиљена тема у патристици и Црквеној поезији. У Песми над песмама, невеста се пореди с Богомајком; она наступа као светлећа зора (6,9).

### Нови завет
Ο Богородици сазнајемо у Јеванђељу по Матеју. У родослову Господа Исуса Христа каже се: "А Јаков роди Јосифа, мужа Марије која роди Исуса прозванога Христа." (Мт 1,16)
"А рођење Исуса Христа било је овако: кад је Марија, мати његова, била испрошена за Јосифа, а још док се нису били састали, нађе се да је она трудна од Духа Светога. Α Јосиф муж њен, будући побожан, и не хтећи је јавно срамотити, намисли је тајно напустити. Но, кад он тако помисли, а то му се јави у сну анђео Господњи, говорећи: Јосифе, сине Давидов, не бој се узети Марије жене своје; јер оно што се у њој зачело од Духа је Светога. Па ће родити сина и надени му име Исус; јер ће он избавити свој народ од греха њихових. Α ово је све било да се изврши што је Господ казао преко пророка који говори: Ето, девојка ће затруднети и родиће сина и наденуће му име Емануило, које ће рећи: с нама је Бог. Кад се Јосиф пробуди из сна, учини као што му је заповедио анђео Господњи и узме жену своју. И не знађаше за њу док не роди сина својега првенца и надене му име Исус" (Мт 1,18-25).
"А кад се роди Исус у Витлејему Јудејском за време цара Ирода, у то дођу мудраци од истока у Јерусалим." (Мт 2,1) Њих звезда води у Витлејем: "И ушавши у кућу, видеше дете с Маријом матером његовом, и падоше и поклонише му се; па отворише даре своје и дариваше га: златом и тамјаном и смирном. Α пошто они оду, а то анђео Господњи јави се Јосифу у сну и каза му: устани, узми дете и матер његову па бежи у Мисир и буди онамо док ти не кажем; јер ће Ирод тражити дете да га погуби. И он, уставши, узе дете и матер његову ноћу и отиде у Мисир."(Мт 2,11-14)
У писању Апостола и јеванђелисте Луке казује се: "А у шести месец посла Бог Арханђела Гаврила у град галилејски по имену Назарет κ девојци испрошеној за мужа, по имену Јосифа, из дома Давидова; и девојци беше име Марија. И ушавши κ њој, анђео рече: Радуј се, благодатна! Господ је стобом, благословена си ти међу женама. Α она, видевши га, поплаши се од речи његове и помисли: какав би ово био поздрав? И рече јој Анђео: не бој се, Марија! Јер си нашла милост (χάριν) у Бога. И, ево затруднећеш, и родићеш сина и надени му име Исус. Он ће бити велики (μέγας) и назваће се син највишега (Υψίστου) и даће му Господ Бог престо Давида оца његова. Α Марија рече Анђелу: Како ће то бити кад ја не знам за мужа? И одговарајући Анђео рече јој: Дух Свети доћи ће на тебе и сила највишега осениће те; зато и оно што ће се родити биће свето и назваће се Син Божији." (Лк 1,26-35).
У сусрету Марије и Јелисавете карактеристичне су речи које изговара Јелисавета: "И откуд мени ово да дође Мати Господа мојега κ мени?" (ή μήτηρ τοΰ Κυρίου μου) (Лк 1,43) "Јер вам се данас роди спас који је Христос Господ у граду Давидову. И ето вам знака: наћи ћете дете повијено где лежи у јаслама." (Лк 2,11-12)
У посланицама Св. Павла говори се ο Божијем Сину: "А кад се наврши време, посла бог Сина својега јединороднога који је рођен од жене и покорен закону." (Гал 4,4) "За уредбу извршетка времена да се све састави у Христу што је на небесима и на земљи; у њему." (Еф 1,10) "О Сину Својему који је по телу рођен од семена Давидова, а посведочен силно за Сина Божијега Духом светиње по васкрсењу из мртвих." (Рм 1,34) "Као што је написано и у другом Псалму: ти си мој син, ја те данас родих." (Дап 13,13) "Казаћу наредбу Господњу, он рече мени: ти си мој син, ја те сад родих." (Пс 2,7) „Јер коме од анђела рече икад: син мој ти си, ја те данас родих? И опет: ја ћу му бити отац и он ће ми бити син." (Јев 1,5) "Тако и Христос не прослави сам себе да буде поглавар свештенички него онај који му рече: ти си мој син, ја те данас родих." (Јев 5,5)

### Света гора
По једном старом предању Богородица је пловила са Светим апостолом Јованом из Јопе у Кипар да посети епископа Лазара. Када је олуја скренула брод с курса на тада пагански Атос, били су присиљени да се усидре у близини луке Клемент, у близини данашњег манастира Ивирон. Богородица је изашла на обалу и, одушевљена дивљом лепотом планине, благословила је и замолила свог сина, Исуса Христа, да га претвори у њен врт. Зачуо се глас: „Нека ово место буде твоје наслеђе и твој врт, рај и небо спасења за оне који траже спасење“. Од тог тренутка планина је посвећена као врт Мајке Божје у који није дозвољен приступ другим женама. Заштитница је атоских монаха.

## Марија и Срби
Срби су увек били велики поклоници Пресвете Богородице и увек су јој се молили за помоћ у тешким временима и за заштиту. Они моле много песама које се и данас певају са радошћу. Међу првим српским кнезовима и краљевима истакло се изузетно поштовање према Пресветој Богородици. Марија је позната по томе што је заштитница Србије и српског народа.

### Богородичини празници
Црква празнује Богородица на разне начине и различитим поводима. Службе, песме и молитве упућене Богородици налазе се у сва три богослужбена круга којима се верници моле – дневном, седмичном и годишњем. Њој су упућене молитве Повечерја, узносе се тропари малих и великих Часова, канони, богородични и крстобогородични Октоиха, догматици, и молитвени вапај на крају сваке велике и мале јектеније
Богородичини празници, обележавају успомену на догађаје из живота Пресвете Богородице, а такође на све оно што се везује за њено име - покров, полагање појаса, чудотворне њене иконе у целом православном свету, а такође и дани избављења појединих градова у Византији, Русији и другим земљама.
Богородични велики празници су:
- Рођење/Мала Госпојина, 8. септембар/ 21. септембар
- Ваведење- 21. новембар/ 4. децембар
- Благовести- 25. март/ 7. април
- Сретење- 2. фебруар/ 15. фебруара
- Успеније/Велика Госпојина- 15. август/ 28. август

Поред њих, празнују се и празници који су везани за живот Пресвете Богородице:
- Сабор Пресвете Богородице, 26. децембар/ 8. јануар
- Покров Пресвете Богородице, 1. октобар/ 14. октобар
- Полагање појаса, 31. август./ 13. септембар
- Полагање ризе, 2. јул./ 15. јула

Напомена: Прво су истакнути датуми по јулијанском, а затим по грегоријанском календару